# ブレイジン・スクワッド
ブレイジン・スクワッド(Blazin' Squad)はイギリス・ロンドンで結成されたポップ・ラップバンド。UKチャートトップ10に6曲連続でランクインするなど、2002年デビュー以来、結成当初は人気を博した。また、ボーン・サグズン・ハーモニーのカバー曲、"Crossroads"がUKチャート1位を記録した。2006年に活動休止。2009年に活動を再開した。

## メンバー
- リー (Lee)
- マス (Mus)
- マーセル (Macel)
- ケンジー (Kenzie)
- ジェームス (James) - ピアノ担当
- カール・ボッデン (Karl Bodden)
- トミーB (Tommy B) - 脱退
- リーパ (Reepa) - 脱退
- メロ・ディ (Melo-D) - 脱退
- スパイ・キー (Spike-e) - 脱退
- フリーク (Freek) - 脱退

## 来歴

### デビュー
メンバーの10人はHighmas Parkで育ち、TNT Xplosiveというプロダクションチームと共にファーストシングル、"Standard Flow"を製作し、EastWest Recordsとレーベル契約を結ぶ。
グループは90年代に活躍したラップ・メタルバンド、Kornにとても影響されており、デビューアルバムにもその影響がみられる。1996年にボーン・サグズン・ハーモニーがリリースしたCrossroadsをカバーし彼らなりに同曲の詞を変えて16歳でを学校卒業すると共にリリース。2002年8月にUKチャート1位を記録した。デビューから2年間、UKチャートトップ10に6曲連続でランクインをするなど活躍をみせるが、彼らのラップに対する批判も多かった。そんな中でもシングル、Love on the Line(6位)やReminisce/Where The Story Ends(8位)はUKチャートトップ10にランクインした。

### デビュー後
2003年には2枚のシングルがチャートトップ5にランクインする。まず"We Just Be Dreamin"が7月に3位、そして11月に"Flip Reverse"が2位にランクインした。
シングルでの成功は収めたがセカンドアルバム、"Now Or Never"はトップ40にランクインするのがやっとであった。リバプールで行われたコンサートのライブCDも2003年のクリスマスにリリースされたが売れ行きが伸びず、またシングル、"Here 4 One"も2004年の始めにリリースされたがUKチャート6位に終わる。しかしながら2003年の21日間に及ぶコンサートは成功を収めた。

### 衰退
2004年はあまり公の場で活動することはなかった。2005年の1月にメンバーのケンジーがリアリティ番組、"Celebrity Big Brother"に出演し、その直後にグループは解散を迎えた。その後、ケンジーはマスとジェームスと共にフライデイ・ヒルを結成。こちらも短い期間ではあったが成功を収めた。
2006年10月にブレイジン・スクワッドとしてマーセル、リーパ、スパイ・キー、メロ・ディがシングル"All Night Long"をリリース。しかしチャートにすらランクインすることはなく、この失望を彼らの公式MySpaceを通じてコメントした。

### 再結成
2009年に現在の5人で活動を再開。6月15日に"Let's Start Again"をリリース。UKシングルチャート51位を記録した。また同曲のプロモーションビデオは大阪の地下鉄や、道頓堀などで撮影された。

## ディスコグラフィ

### アルバム
| 情報                                                            | シングル                                                                        |
| --------------------------------------------------------------- | ------------------------------------------------------------------------------- |
| In the Beginning - リリース日: 2002年11月25日 - UKチャート 33位 | シングル - "Crossroads" - "Love on the Line" - "Reminisce/Where the Story Ends" |
| Now or Never - リリース日: 2003年11月20日 - UKチャート 37位     | シングル - "We Just Be Dreamin'" - "Flip Reverse" - "Here 4 One"                |

### シングル
| 年   | タイトル                         | 最高位 | アルバム         |
| 年   | タイトル                         | UK     | アルバム         |
| ---- | -------------------------------- | ------ | ---------------- |
| 2002 | "Crossroads"                     | 1      | In the Beginning |
| 2002 | "Love on the Line"               | 6      | In the Beginning |
| 2003 | "Reminisce/Where The Story Ends" | 8      | In the Beginning |
| 2003 | "We Just Be Dreamin'"            | 3      | Now or Never     |
| 2003 | "Flip Reverse"                   | 2      | Now or Never     |
| 2004 | "Here 4 One"                     | 6      | Now or Never     |
| 2006 | "All Night Long"                 | 54     |                  |
| 2009 | "Let's Start Again"              | 51     |                  |